# 林文也
Template:人物小傳
林文也，台灣小提琴家、指揮家及音樂教育家。曾任國立臺灣交響樂團首席，並長年致力於音樂教育及推廣，對台灣音樂教育制度之發展有深遠貢獻。
曾任教於東海大學音樂系，著有林文也小提琴教學系統《快樂提琴屋》一書。
其音樂歷程與教育理念亦曾於開放博物館·參與平台策劃為線上特展，呈現其教學與表演相關經歷。

## 生平
林文也曾就讀於國立台灣藝術大學主修小提琴，師事司徒興誠，1980年時前往奧地利國立維也納音樂院進修，1981年轉往義大利隨羅伯托·米凱盧西(Roberto Michelucci)教授習琴， 取得義大利國立帕爾瑪音樂院藝術家文憑。 1986年-1998年間，林文也參與多個學校舉辦之指揮音樂營以及弦樂教學營，如奧地利市立維也納音樂院、美國印地安那大學、伊薩卡音樂院、美國愛荷華大學等，也曾向茱莉亞學院路易絲·貝倫(Louies Behrend)教授研討教學方法。 林文也學成返臺後致力於演出、指揮與音樂教育，他於曾任國立台灣交響樂團之首席  （現已自國立台灣交響樂團退休）。林文也任教於台灣各音樂系所，包括：台南家專（現為台南應用科技大學）、東海大學音樂系及台中各音樂班教授小提琴，也擔任雙十國中管弦樂團、國立台中二中弦樂團、中區大專聯合管弦樂團、新民高中之指揮，並擔任私立惠明盲校常務董事等。 其中雙十國中音樂班於1973年成為台灣第一所「音樂資賦優異班」，林文也為第一屆之教師，並帶領樂團從事各項演出，如1997年帶領雙十國中管弦樂團於美國紐約林肯中心演出、1999年到前往維也納於維也納金色大廳中演出。 林文也除在台灣各音樂系所任教外，他也教導身障孩童學習音樂，如：長年指導視障學生呂文貴，並獲得全國身心障礙盃小提琴比賽青少年組第一名。 授課之餘，林文也曾於1992年的《省交樂訊》中發表〈小提琴之簡介〉一文，講述小提琴之構造與緣由， 並且編撰林文也小提琴教學系統《快樂提琴屋》，提供小提琴教學重點與協助學生練習之要點。

## 出版
- 《快樂提琴屋》林文也小提琴教學系統。[1]
- 《省交樂訊》第11期中發表〈小提琴之簡介(下)〉[9]
- 《省交樂訊》第10期中發表〈小提琴之簡介(上)〉[9]

## 外部連結
- 歷史文獻典藏計畫「口述歷史」—林文也、賴怡蓉 （页面存档备份，存于）
- 弦上引領：小提琴家林文也的音樂旅程與教育傳承（開放博物館·參與平台）線上策展展覽，呈現林文也於音樂演奏、教育與指揮領域之歷程，包含時間軸、地圖模組、訪談影音等多媒體資料。